# Sandrina Bencomo
Sandrina Bencomo là người sáng lập của tổ chức OrganycLove, một tổ chức người mẫu quốc tế cùng với Elite Models NY, và là một chuyên gia dinh dưỡng (INHC) chuyên về giảm cân, tăng năng lượng, cải thiện giấc ngủ, giảm căng thẳng, tiêu hóa, tăng cường làn da (bao gồm loại bỏ mụn trứng cá, eczema, rosacea, da khô và nhạy cảm, giải quyết dị ứng, và nguyên nhân cơ bản của viêm và lão hóa sớm.
Sandrina tạo ra các chương trình sức khỏe cá nhân hóa riêng cho khách hàng để đạt được mục tiêu sức khỏe cá nhân của mình bằng cách huấn luyện họ trở nên dần thích ứng với các thói quen mới phù hợp với mục tiêu của họ. Mỗi chương trình đều phù hợp với mục tiêu, lối sống và sở thích dinh dưỡng của khách hàng.
Cô cũng là một người giữ danh hiệu cuộc thi sắc đẹp.
Sandrina chiến thắng danh hiệu Hoa hậu Lara 2009 (Señorita Centroccidental) trong một cuộc thi tiểu bang tổ chức tại Barquisimeto, Venezuela vào ngày 24 tháng 6 năm 2009.
Năm 2003, cô giành chiến thắng trong cuộc thi chương trình truyền hình Modelos 2003 và ký hợp đồng với Major Model Management trong năm đó. Sau khi ký hợp đồng với Major Model Management, Bencomo đã ký hợp đồng với Elite Model Management tại thành phố New York, Major Model Management ở Ý, Major Model Management tại Venezuela và Bornmodels ở Đan Mạch.